# Mu Kanazaki
Mu Kanazaki (født 16. februar 1989) er en japansk fodboldspiller.

## Japans fodboldlandshold
| Japans landshold | Japans landshold | Japans landshold |
| År               | Kmp              | Mål              |
| ---------------- | ---------------- | ---------------- |
| 2009             | 1                | 0                |
| 2010             | 4                | 0                |
| Total            | 5                | 0                |